# Bedřich Ciner
Bedřich Ciner (* 5. prosince 1941, Protektorát Čechy a Morava) byl československý házenkář. Hrával na pozici pravá spojka. Je zlatým medailistou z mistrovství světa v házené ve Švédsku v roce 1967. V civilu pracoval jako zámečník.

## Kariéra
Svoji hráčskou kariéru začínal v Ústí nad Labem, odtud přestoupil do ligového Baníku Karviná, se kterým v sezoně 1967/68 získal mistrovský titul. V letech 1970–72 nastupoval za tým v Lovosicích a svoji kariéru skončil opět v Ústí nad Labem.